# Angerberg
Angerberg er en kommune i Kufsteindistriktet i Østrig. Det er beliggende 2,7 kilometer nord for Wörgl og 14 kilometer sydvest for Kufstein. Landsbyen blev nævnt for første gang i dokumenter i 1190.